# Amastris inclinata
Amastris inclinata är en insektsart som beskrevs av Broomfield 1976. Amastris inclinata ingår i släktet Amastris och familjen hornstritar. Inga underarter finns listade i Catalogue of Life.